# Miroclytus brunneipennis
Miroclytus brunneipennis là một loài bọ cánh cứng trong họ Cerambycidae.